# Segunda Batalha da Estrada da Corunha
A Segunda Batalha da Estrada da Corunha  (Espanhol:Batalla de la Carretera de Coruña) foi uma batalha da Guerra Civil Espanhola que ocorreu de 13 de Dezembro de 1936 a 15 de Janeiro de 1937, a noroeste de Madrid. Em Dezembro de 1936, os Nacionalistas lançaram uma ofensiva para cortar a Estrada da Corunha e isolar Madrid, mas uma contra-ofensiva Republicana impediu o avanço Nacionalista. Os Nacionalistas cortaram a estrada da Corunha, mas não cercaram Madrid.

## Antecedentes
A Batalha de Madrid, em Novembro de 1936, havia sido paralisada, com os Nacionalistas sob Franco a não conseguirem tomar a cidade. Eles então começaram a cercá-la, com o objetivo de cortar as suas ligações com o resto da Espanha. Franco decidiu atacar a cidade a partir do noroeste, a fim de cortar os fornecimentos de água e electricidade da Serra de Guadarrama e cercar a cidade. Depois de uma ofensiva fracassada em Novembro, os Nacionalistas reuniram uma força de 17.000 homens, liderados pela General Orgaz, com quatro brigadas móveis (lideradas por Garcia Escámez, Barron, Saenz de Buruaga e Monasterio), apoiadas por artilharia pesada e bombardeiros Ju 52. O exército Republicano tinha alguns batalhões liderados por Luis Barceló.

## Batalha

### A ofensiva Nacionalista
A ofensiva dos Nacionalistas começou com um pesado bombardeamento de artilharia no dia 14 de Dezembro e as tropas de Franco ocuparam a cidade de Boadilla del Monte. Como contrapartida, os Republicanos enviaram um destacamento de tanques Russos liderados pelo General Pavlov e duas Brigadas Internacionais (XII e XIV) para Boadilla e reocuparam-na. No entanto, eles finalmente ficaram isolados na cidade por contra-ataques Nacionalistas, e adotaram uma postura defensiva. Depois de um impasse, Orgaz decidiu suspender a ofensiva em 19 de Dezembro, depois de ganhar alguns quilómetros.

### A Batalha do Nevoeiro
No final de Dezembro, Orgaz recebeu reforços e decidiu relançar a ofensiva em 3 de Janeiro. Essa ofensiva ficou conhecida como a Batalha do Nevoeiro. O alto comando Republicano recolocou as suas unidades no setor de Pozuelo-Brunete. Os Republicanos tinham um corpo de exército liderado por Miaja com cinco divisões (lideradas por Nino Nanetti, Modesto, Coronéis Perea, Adolfo Prada e Galan), mas tinham pouca munição ou suprimentos.
À medida que os Nacionalistas avançavam pelo flanco direito, as tropas republicanas entraram em colapso e Barron avançou desde Boadilla e chegou a Las Rozas em 4 de Janeiro. Ainda em Pozuelo, a divisão Republicana de Modesto, composta por quatro brigadas mistas, lideradas por El Campesino, Luis Barcelo, Gustavo Durán e Cipriano Mera, conseguiu segurar a frente. Além disso, o nevoeiro pesado diminuiu o avanço Nacionalista. Em 5 de Janeiro, forças Nacionalistas sob Varela concentraram as suas oito baterias de artilharia de 105 e 155 mm, tanques e aviões em Pozuelo. As tropas Republicanas entraram em colapso e fugiram em desordem, apesar dos seus seis tanques Russos T-26 terem destruído 25 tanques de combate Alemães. Com as tropas Republicanas espalhadas sem contato e sem munições, Miaja tentou reagrupar a brigada de Lister e a XIV Brigada Internacional da melhor forma possível.
As colunas Nacionalistas chegaram à estrada da Corunha em Las Rozas e cercaram Pozuelo. As tropas Republicanas sob o Batalhão Thälmann da XIV Brigada Internacional foram ordenadas a manter Las Rozas e não retirar. Em 7 de Janeiro, a cidade foi fortemente bombardeada pelas tropas Nacionalistas e o Batalhão Thälmann sofreu perdas terríveis, com apenas 35 homens sobreviventes. O historiador Hugh Thomas também afirmou que muitos dos feridos foram mortos pelos Regulares Nacionalistas.

### Contra-ataque republicano
Em 9 de Janeiro, os Nacionalistas haviam conquistado onze quilómetros da Estrada da Corunha desde Puerta de Hierro até Las Rozas.  Em 10 de Janeiro, os Republicanos iniciaram uma contra-ofensiva com uma forte neblina e frio e a XII Brigada Internacional alcançou território recapturado a oeste de Madrid, incluindo as cidades de Majadahonda, Villanueva, Pozuelo e Boadilla. No entanto, em 15 de Janeiro ambos os lados estavam exaustos e a batalha cessou.

## Rescaldo
Os Nacionalistas cortaram a estrada da Corunha, mas não conseguiram cercar Madrid pelo flanco oeste. Ambos os lados sofreram cerca de 15.000 mortos ou feridos. A próxima tentativa Nacionalista de cercar Madrid foi a Batalha de Jarama, ocorrendo entre 6 e 27 de Fevereiro.

## References
- Beevor, Antony (2006). The Battle for Spain: The Spanish Civil War, 1936–1939. [S.l.]: Penguin Books. ISBN 978-0-14-303765-1
- Jackson, Gabriel (1967). The Spanish Republic and the Civil War, 1931–1939. [S.l.]: Princeton University Press. ISBN 0-691-00757-8
- Thomas, Hugh (2001). The Spanish Civil War. [S.l.]: Modern Library. ISBN 0-375-75515-2